# Педро Фернандес де Ихар
Педро Фернандес де Ихар (исп. Pedro Fernández de Híjar; 1248/1249 — 1299) — 1-й сеньор де Ихар (1268—1299) и кавалер Ордена Гроба Господня в Иерусалиме. Внебрачный сын Хайме I Завоевателя, короля Арагона, и Беренгелы Фернандес (ум. 1272).

## Биография
Хотя традиционно дату его рождения помещают между 1248 и 1249 годами, впервые он упоминается 29 октября 1257 года в документе своего отца
Педро Фернандес де Ихар сопровождал своего отца в многочисленных военных экспедициях, и в 1264 году он был назначен адмиралом Армады Арагонской. Два года спустя, в 1267 году, он был назначен королевским наместником в королевстве Валенсия. В 1268 году он получил половину Ихара и Урреа-де-Гаэн в подарок от своего отца. В сентябре 1269 года он сопровождал короля-завоевателя в его неудавшемся крестовом походе на Святую землю до которого им не удалось добраться. Кораблю с Хайме I удалось развернуться и вернуться в Каталонию, но большая часть остального флота столкнулась со штормом и в итоге высадилась в Сан-Хуан-де-Акре, где он был посвящен в рыцари Ордена Гроба Господня.
В этой поездке его сводный брат Фернан Санчес де Кастро, барон де Кастро, также сопровождал его, так как он был внебрачным сыном Хайме I Завоевателя.
В 1273 году он защищал город Мурсию от нападений из Гранады, а в 1282 году сопровождал своего брата короля Арагона Педро III Великого в его экспедиции по завоеванию острова Сицилия. Он поддерживал своего сводного брата короля Педро в войне последнего с Наваррским королевством в 1283—1284 годах. В 1285 году он сражался в Тарасоне против королевства Наварра, так как были опасения, что французы вторгнутся там в королевство Арагон.
Он был членом королевского совета во времена своего племянника Альфонсо III и был генеральным прокурором Королевства Валенсия в 1286 году, и в том же году он получил замок Айора. В 1296 году он участвовал во вторжении в Кастилию вместе с Альфонсо де ла Серда, который оспаривал титул короля Кастилии и Леона против своего дяди Санчо IV Храброго. Он также занимал должность альфереса и генерал-капитана церкви во времена своего племянника Хайме II Справедливого, на коронации которого в Сарагосе он присутствовал.

## Отношения с Хайме I
Стефано Чинголани определил его как доверенное лицо своего отца, даже когда инфанте Педро пропал без вести, и, похоже, у него не было с ним разногласий. Эта уверенность проявляется и в том, что король отправляет к нему в Дароку в 1257 году для расследования появления клада и когда в 1264 году он ставит его командующим эскадрой для поддержки кастильцев против Мудехарского восстания.

## Браки и потомство
Педро Фернандес де Ихар был дважды женат. В 1268 году его первой женой стала Тереза де Гомбау-и-Энтенца, дочери Гомбау де Энтенса-и-Поло, сеньора Ториса, и Эльвиры де Луезиа. Потомства от этого брака не было.
Он повторно женился на Маркизе Хиль де Рада, внебрачной дочери короля Теобальдо I Наваррского и Маркизы Лопес де Рада. В результате этого брака родился единственный сын, Педро Фернандес де Иихар и Хиль (1263—1322), 2-й барон барон де Ихар и сеньор де Буньоль.
После его смерти его вторая жена, Маркиза Хиль де Рада, удалилась к созерцательной жизни и основала в Сарагосе фонд, который существует до сих пор, монастырь Мать-Канонесас-де-ла-Орден-дель-Санто-Сепулькро, первой настоятельницей которого она была. В указанном монастыре она оставалась замкнутой до своей смерти, которая произошла 17 июля 1304 года. Годом ранее она составила завещание, в котором оговаривала, что пожертвует все свое имущество основанному ею Сарагосскому монастырю, в котором она желает быть похороненной. После её смерти в 1304 году она была похоронена в соответствии с ее желанием и погребена в монастыре Мать-Канонесас-де-ла-Орден-дель-Санто-Сепулькро.
Педро Фернаднес де ихар был похоронен в старой церкви замка в Монтальбане, Теруэль.